# Alpina
Alpina Burkard Bovensiepen GmbH & Co. KG este o companie producătoare de automobile cu sediul în Buchloe, în districtul Ostallgäu din Bavaria, Germania, care dezvoltă și vinde versiuni de înaltă performanță ale autoturismelor BMW.
Alpina lucrează îndeaproape cu BMW, iar procesele lor sunt integrate în liniile de producție ale BMW, astfel Alpina este recunoscută de Ministerul Transporturilor din Germania ca producător de automobile, spre deosebire de alți specialiști în performanță, care sunt tuneri de piață. De exemplu, Alpina B7 este produsă în aceeași linie de asamblare din Dingolfing, Germania (Fabrica BMW Dingolfing), BMW Seria 7. Seria B7 are un V8 twin-turbo de 4,4 litri V8 de 4 litri este asamblat manual la instalația Alpina din Buchloe, Germania, înainte de a fi expediat la BMW pentru asamblare, iar vehiculul asamblat este apoi trimis înapoi la Alpina pentru retușuri.
Firma a fost fondată în 1965 de Burkard Bovensiepen, un membru al familiei de industriași Bovensiepen.

## Legături externe
- Official website
- Alpina-Archive
- Alpina Cars  Overview of all BMW - ALPINA cars.
- The online owner community for BMW ALPINAs
- Information on Alpina typewriters